# 臺北市立圖書館太陽圖書館暨節能展示館
25°01′29″N 121°30′12″E / 25.024643°N 121.503352°E
太陽圖書館暨節能展示館（Solar Library and Energy-Optimized House，簡稱Solar LEO House），是由茂迪前董事長鄭福田以個人名義，為推廣能源教育及環境保護理念，在成長的故鄉台北市萬華區捐贈興建。
太陽圖書館暨節能展示館是台北市第一座太陽房子，位於青年公園內，由九典聯合建築師事務所的張清華建築師與郭英釗建築師設計，並由德國汗得學社引進德國最新的房屋節能技術，負責建築物整體的節能規劃、評估以及施工工法。建築物一樓為臺北市立圖書館所屬的智慧圖書館，二樓規劃為節能展示館，並由汗得學社（社團法人臺灣汗得文化協會 （页面存档备份，存于））進行後續能源教育的推廣工作。

## 捐贈緣起
汗得學社社長胡湘玲博士在2006年出版了《太陽房子》（天下文化），專門介紹德國如何發揮節能建築的理念，讓居住、生活成為一種更舒適的體驗。鄭福田看了《太陽房子》之後，相當推崇德國以「太陽房子」穩紮穩打出的遠景，因此決定以個人名義出資捐贈，在台灣興建一幢太陽房子，並由德國汗得學社負責協調安排地點與受贈單位。考量到這棟建築物將來必須發揮能源教育推廣的功能，因此以最容易親近的方式，讓這棟太陽房子在最能吸引人潮的公園裡，以公共圖書館的型態誕生。

## 節能設計
太陽圖書館暨節能展示館的設計即是依循「先功能後形式」（form follows function）的原則，以整體建築物的有效能源利用為目標，結合建築物周邊自然環境，將「主動使用太陽能」（主動產能）與「被動使用太陽能」（被動節能）的概念，整合進建築物的整體設計規劃中。

### 被動使用太陽能（被動節能）
根據OECD的統計，有超過三分之一以上的總體能源使用在建築的空調上。缺乏隔熱系統的建築物，冷熱空調會從四面八方逸散到室外，導致更多的能源損耗。良好的屋殼隔熱系統可以透過房屋外殼，控制夏天的熱獲得（heat gain）及冬天的熱耗損（heat loss），節省將近80%的能源消耗。再搭配採光與通風設計，可提升建築物整體的節能效益。
1. 屋殼隔熱：太陽圖書館暨節能展示館的建築體為臺灣常見的鋼筋混凝土構造，但外層完整包覆了使用廢棄木料壓製而成的木質纖維板材，除了提升建築物整體節能效果之外，也有隔音、調節室內濕度的功能。木質纖維是一種熱傳導速度較低的材料，作為隔熱材使用可以延遲室外能量對室內溫度的影響。[7]
2. 門窗隔熱：太陽圖書館暨節能展示館使用熱傳導係數 （U值）僅有1.34W/m2·K雙層玻璃節能門窗。玻璃的材質是低輻射玻璃（Low-emissive glass, 簡稱Low-E玻璃），兩片玻璃之間封裝了可以降低熱傳導的氬氣，窗框則為松木材質，隔熱效果優於常見的鋁製窗框。
3. 採光：南側立面設置整排落地窗，可維持一年四季的良好採光效果，減少使用人造光源。
4. 通風：屋頂南側低、北側高的設計，在南、北兩側窗戶對開時，有助於室內空氣的自然流通。
5. 空調系統：採用可變冷媒系統（Variable Refrigerant Volume, VRV），加上全熱交換器。可變冷媒系統的室外機為變頻式冷媒壓縮機，可隨室內熱負荷的變動以及室外空氣的溫度，調整冷媒流量以及運轉速度，減少主機頻繁啟動而節省能源。附有熱回收輪的全熱交換器能與冷氣連控，將室內潮濕的髒空氣與戶外的新鮮空氣進行溫度（顯熱）與濕度（潛熱）的傳遞，並依據冷氣回風的溫度調整換氣量來維持室內原有的溫度，達到除濕以降低冷氣負載，與回收室內空氣冷能的節能效果。
6. 自然塗料：室內、外粉刷使用100%天然的自然塗料，使用完全天然的成分，不僅維持人體健康，也有防霉、調節濕度的功能，創造健康舒適的室內氣候。

### 主動使用太陽能（主動產能）

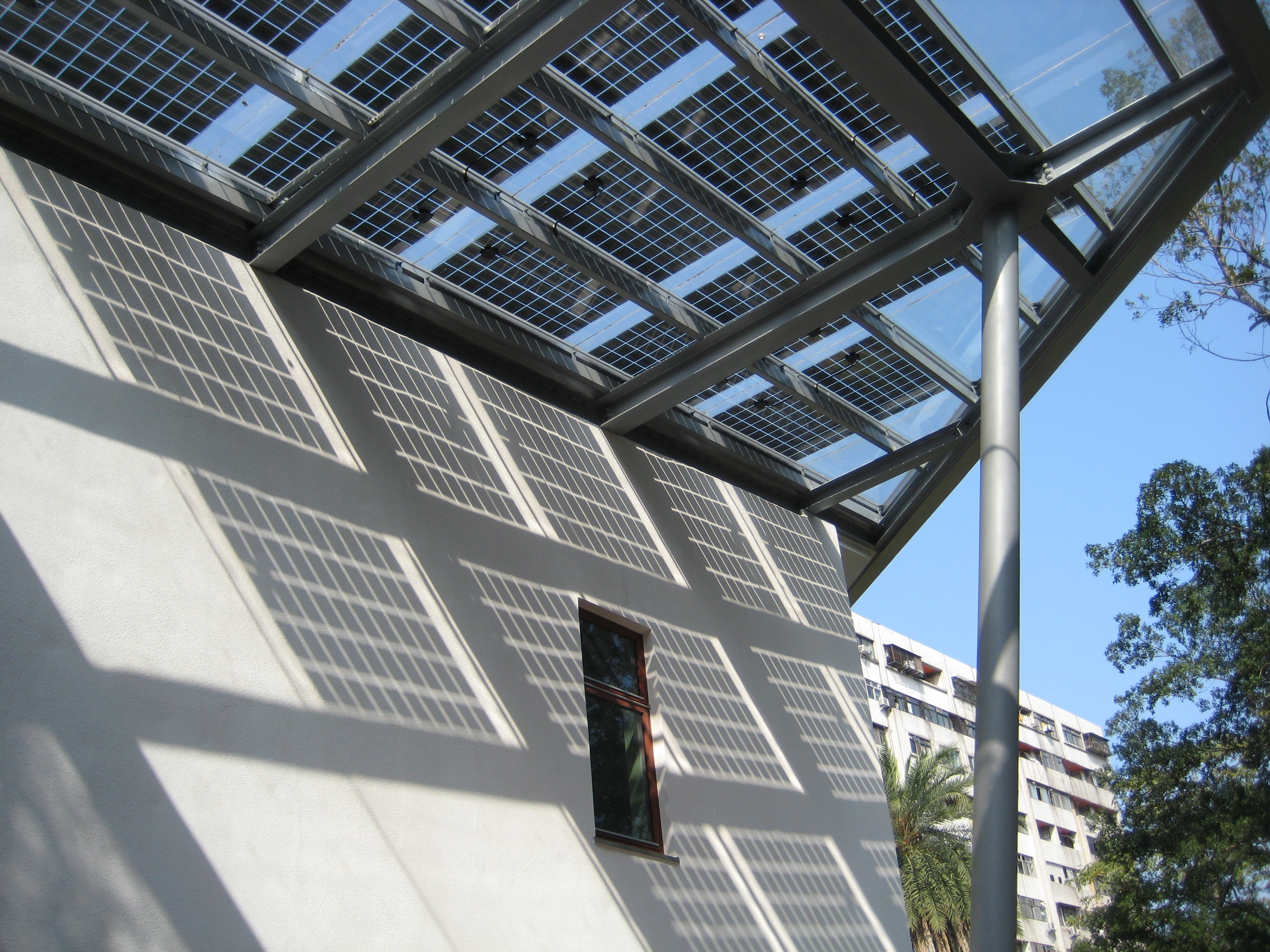
建材一體型太陽光電系統可取代原本的建材

圖書館東側入口上方的遮陽棚為建材一體型太陽光電系統（Building-integrated Photovoltaics, 簡稱BIPV），是在設計階段便納入整體考量的太陽光電系統，亦即使用太陽光電模組（PV module）取代原本的建材，讓太陽光電系統成為建築物的一部分。
在建築物上設置太陽光電系統，除了發電與節省建築成本的考量之外，也符合了「在哪裡用電，就在哪裡發電」的原則。因為太陽光電的分散式特性，在擁有適當條件的家戶住宅屋頂就可以安裝，能避免傳統電廠因為天災或故障所可能造成的大規模停電風險。此外，太陽光電發電的原料，是取之不竭的太陽光，且不需經由動能、熱能或化學能的轉換，也沒有煙囪、噪音與因為燃燒所產生的廢氣，是一種乾淨環保的發電方式。
太陽圖書館暨節能展示館太陽光電系統總裝置容量為3.36瓩（使用茂暘能源科技生產的標準型雙面透光太陽光電模組220W共16片），預估年發電量為3,300度，未來計劃將整個系統擴充至其餘尚未安裝的東南側與南側遮陽棚，預估總裝置容量將超過50瓩，預估年產電量則會超過50,000度。

## 圖集

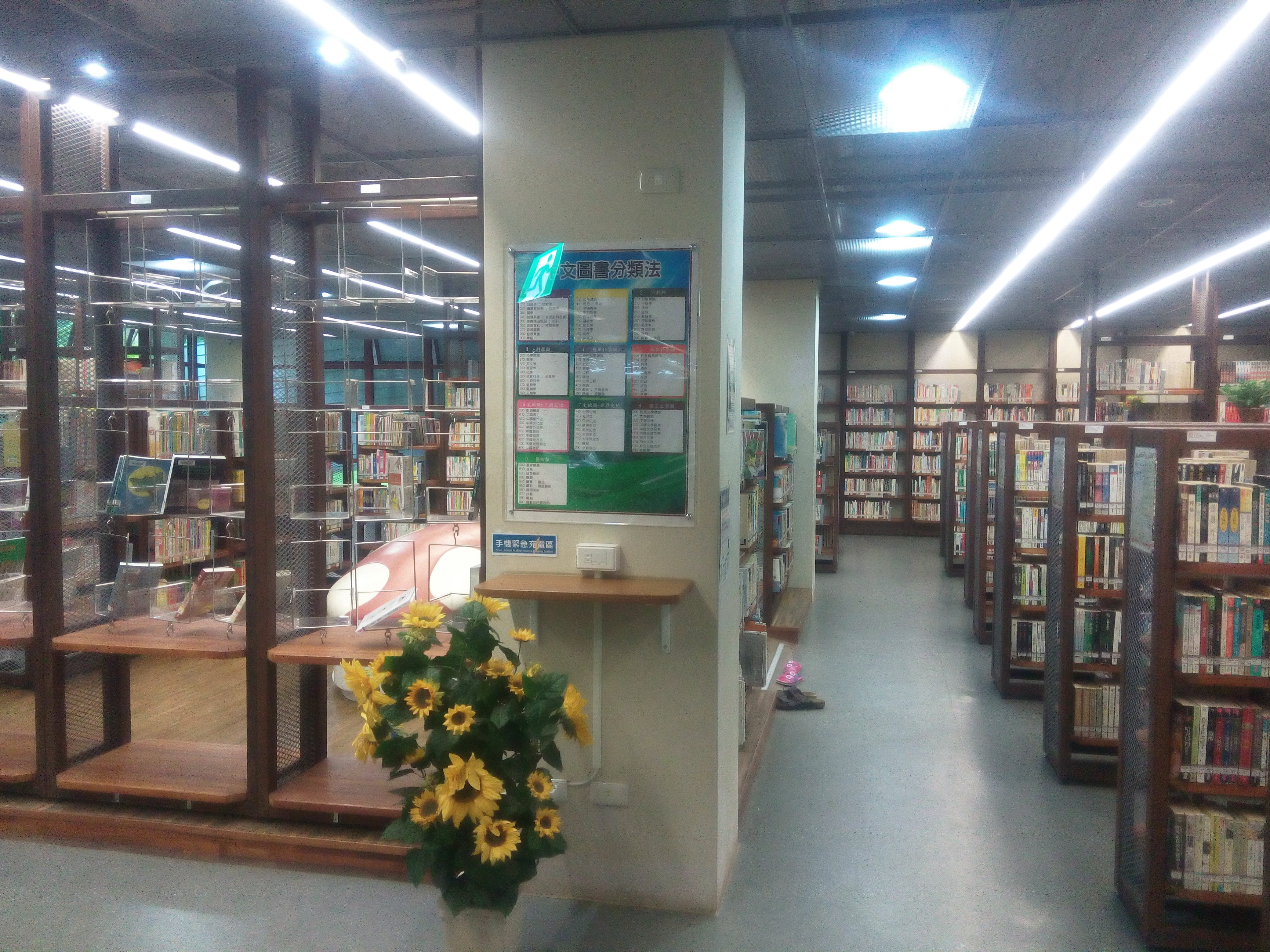
太陽圖書館一景
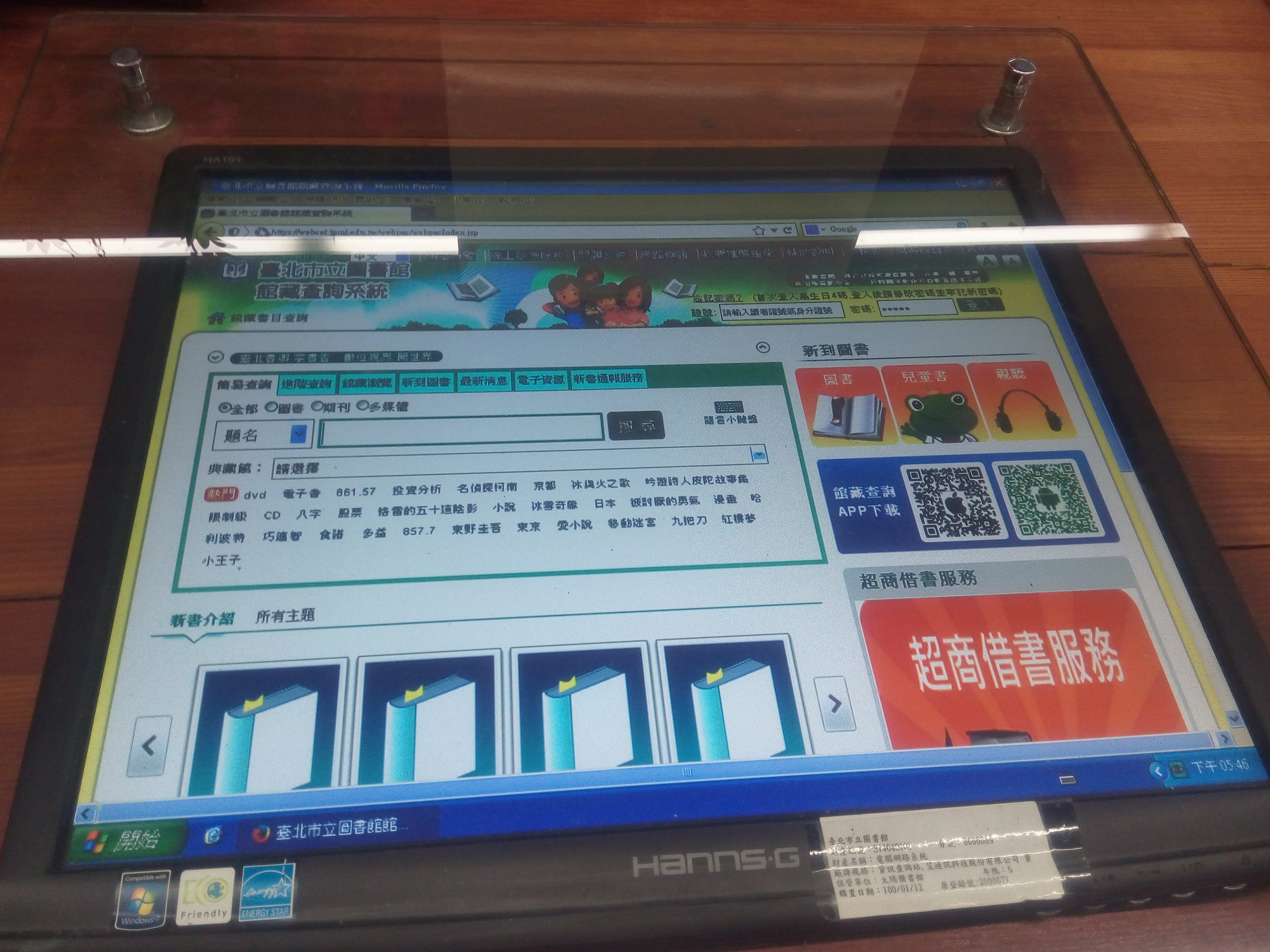
太陽圖書館藏Hanns.G平板電腦
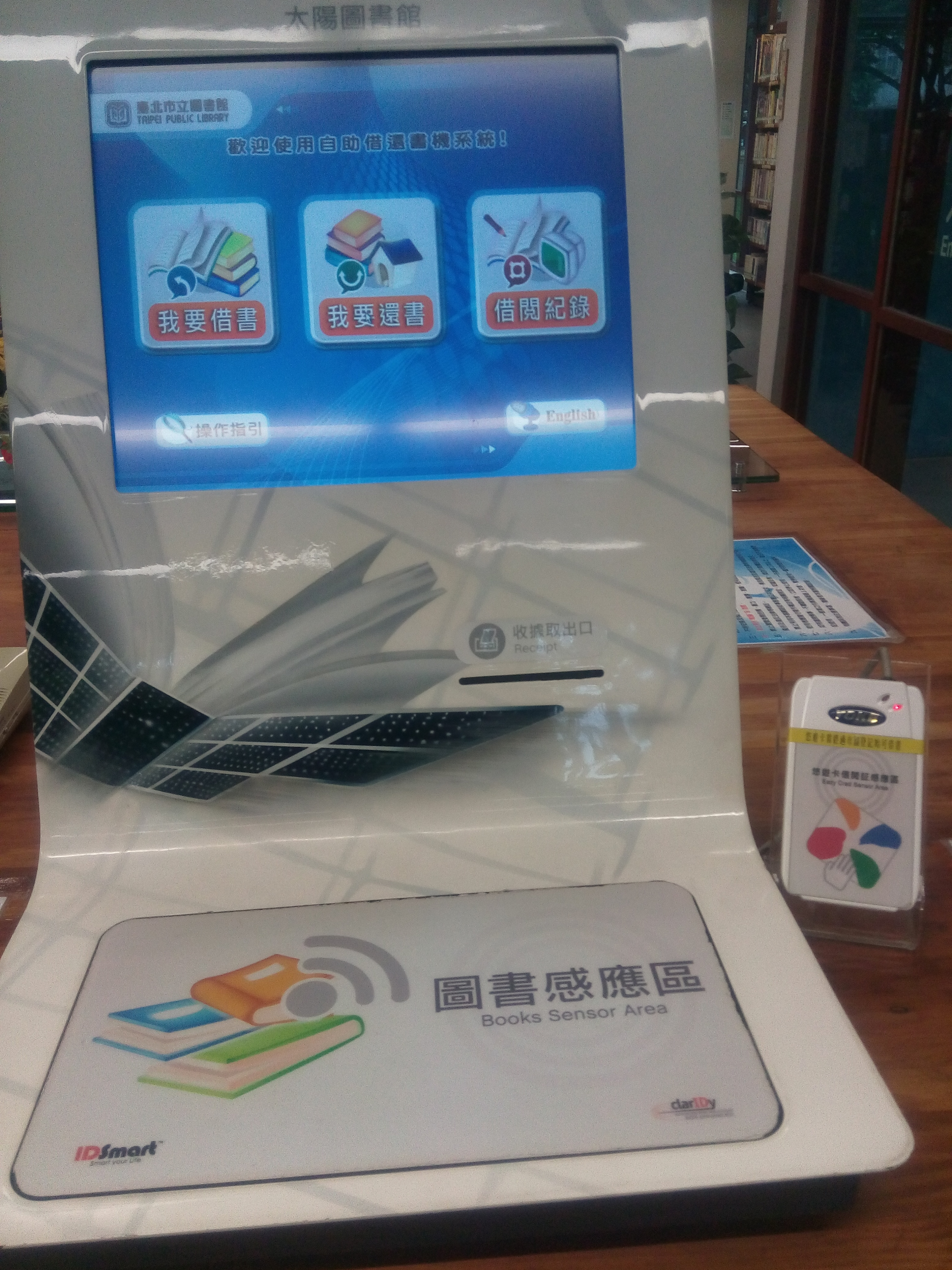
太陽圖書館借書機
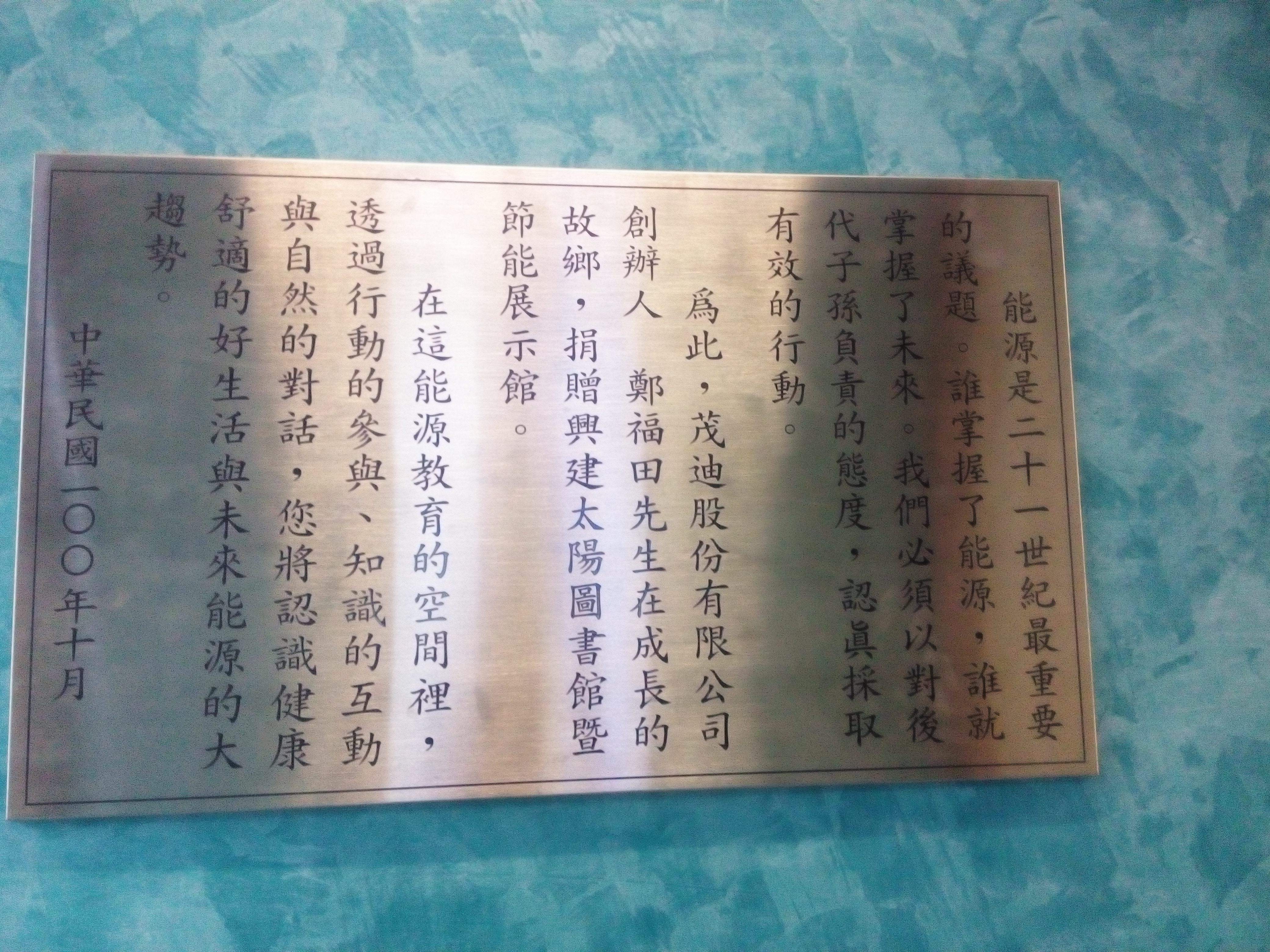
太陽圖書館介紹文
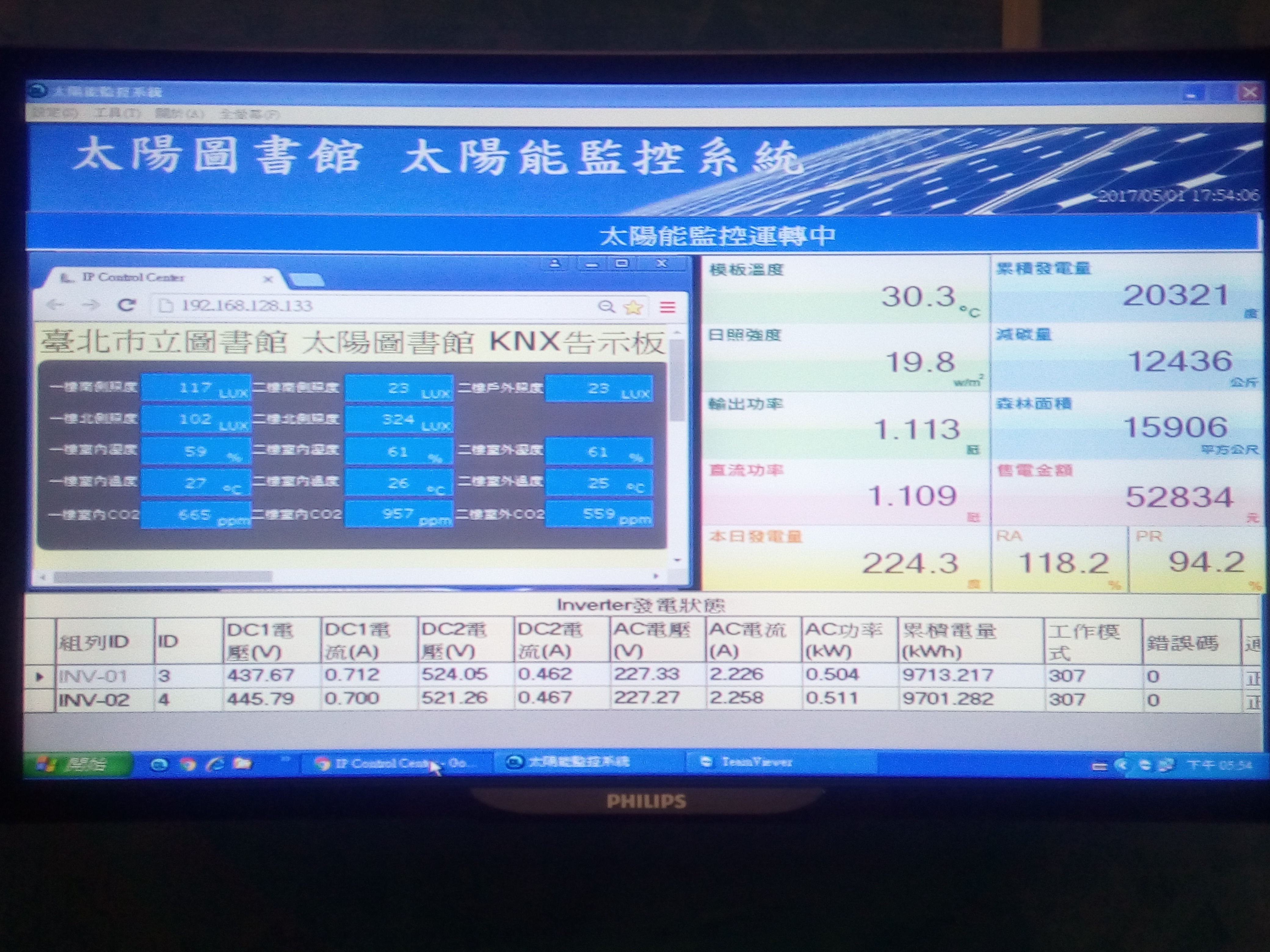
太陽圖書館太陽能監控裝置
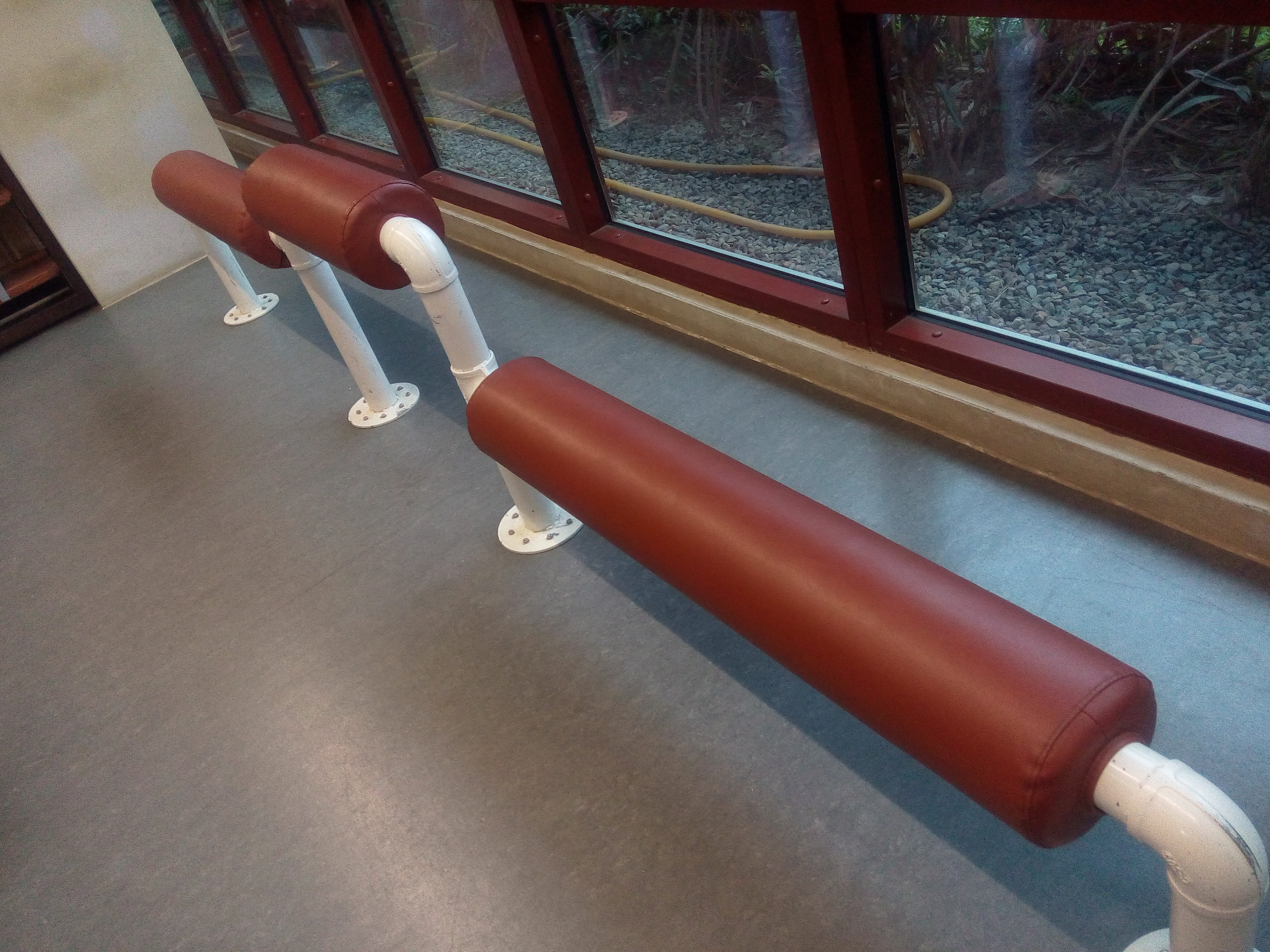
太陽圖書館躺桿
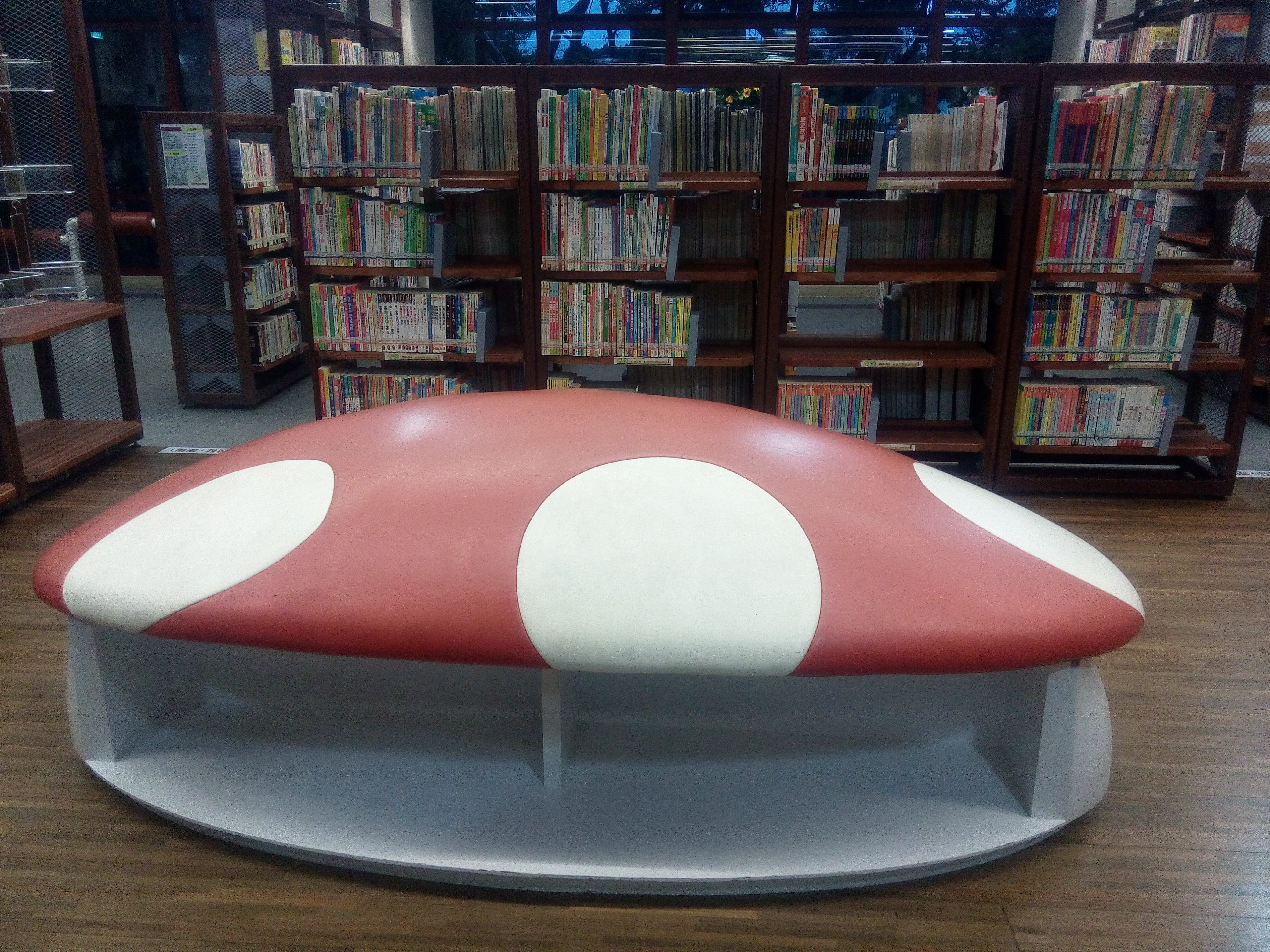
太陽圖書館兒童閱覽區

## 交通路線

### 台北公車
- 青年新城站：12、212、630、205、藍29
- 中華南海路口站：204、223、249、250、253、670、671、673

## 外部連結
- 太陽圖書館暨節能展示館網站
- 九典聯合建築師事務所：青年公園太陽圖書館 （页面存档备份，存于）
- 太陽圖書館簡介 （页面存档备份，存于）